# Saracenija
Saracenija (lat. Sarracenia), rod bilja iz porodice saracenijevki. Postoji 18 vrsta, vazdazelenih trajnica koje rastu po velikim područjima Sjeverne Amerike, Kanada i istok i jug SAD-a.

## Vrste
1. Sarracenia × ahlesii C.R.Bell & Case
2. Sarracenia alabamensis Case & R.B.Case
3. Sarracenia alata (Alph.Wood) Alph.Wood
4. Sarracenia × areolata Macfarl.
5. Sarracenia × catesbaei Elliott
6. Sarracenia × charlesmoorei Mellich.
7. Sarracenia × courtii G.F.Wilson
8. Sarracenia × excellens Anon.
9. Sarracenia × exornata Anon.
10. Sarracenia × farnhamii Rob.
11. Sarracenia flava L.
12. Sarracenia × formosa H.J.Veitch
13. Sarracenia × gilpinii C.R.Bell & Case
14. Sarracenia × harperi C.R.Bell
15. Sarracenia jonesii Wherry
16. Sarracenia leucophylla Raf.
17. Sarracenia minor Walter
18. Sarracenia × mitchelliana Anon.
19. Sarracenia × moorei T.Moore & Mast.
20. Sarracenia × naczii Mellich.
21. Sarracenia oreophila (Kearney) Wherry
22. Sarracenia × popei Mast.
23. Sarracenia psittacina Michx.
24. Sarracenia purpurea L.
25. Sarracenia × rehderi C.R.Bell
26. Sarracenia rosea Naczi, F.W.Case & R.B.Case
27. Sarracenia rubra Walter
28. Sarracenia × slackii Cheek
29. Sarracenia × soperi Cheek
30. Sarracenia × swaniana Rob.
31. Sarracenia × willesii H.J.Veitch ex Mast.
32. Sarracenia × wrigleyana Anon.

## Vanjske poveznice
|  | Zajednički poslužitelj ima još gradiva o temi Sarracenia |
|  | Wikivrste imaju podatke o taksonu Sarracenia             |